# يوسف ألويس السمعاني
يوسف ألويس السمعاني (ولد في طرابلس الشام حوالي 1710 م، وتوفي في 9 شباط 1782 م) هو مستشرق من «آل السمعاني»، وهو أخ أُسطفان إيفود وابن أخت يوسف السمعاني.
قام بتدريس اللغة السريانية في جامعة روما La Sapienza. ثم عينه بندكتس الرابع عشر أستاذاً للتورجيا (الطقوس الدينية)، وعضواً في الأكاديمية البابوية.

## آثاره
أهم مؤلفاته «كتاب الليتورجيا للكنيسة الجامعة» Codex liturgicus ecclesiae universae. وله أيضا كتاب في تاريخ الكنائس الشرقية بعنوان De Catholicis patriarchis Chaldaeorum et Nestorianorum commentaries historico- theologicus (روما 1775 م).